# Wetterbote
Ein Wetterbote ist gemeinhin ein Indiz für einen zukünftigen Wetterumschwung.
Es handelt sich dabei um einen nahezu ausschließlich in der Umgangssprache gebräuchlichen Begriff. Gute Wetterboten sind beispielsweise Wolken, aber auch der Schwalbenflug ist vielen als zuverlässiger Wetterbote geläufig. Fliegen sie hoch, so nimmt man an, das Wetter bessere sich. Fliegen sie tief, so schlussfolgert man, dass es sich verschlechtern wird.
Derartige Wetterboten, wie auch zum Beispiel das Abendrot, sind keine meteorologischen Kriterien für die Vorhersage eines Wetterumschwungs und basieren zudem oft auf rein empirisch abgeleiteten und nur sehr regional gültigen Bauernregeln.
Direkte Indizien für einen Wetterumschwung basieren auf der Wetterbeobachtung, also dem zeitlichen Verlauf von Temperatur und Luftdruck im Verbund mit der Beobachtung der Wolkenentwicklung, aus welchen sich schon mithilfe vergleichsweise weniger meteorologischer Kenntnisse eine lokale Wettervorhersage erstellen lässt. Diese sind nur mit einem geringen Mess- und Arbeitsaufwand verbunden, erreichen jedoch im Gegenzug eine wesentlich höhere Zuverlässigkeit als auf indirekten Beobachtungen – den Wetterboten – basierende Wettervorhersagen, weshalb sie diesen im Regelfall überlegen sind. 